# إسحاق مينديز بيليساريو
إسحاق مينديز بيليساريو (بالإنجليزية: Isaac Mendes Belisario)‏ هو فنان جامايكي، ولد في 1795 في كينغستون في جامايكا، وتوفي في 1849.